# 鈴木長吉

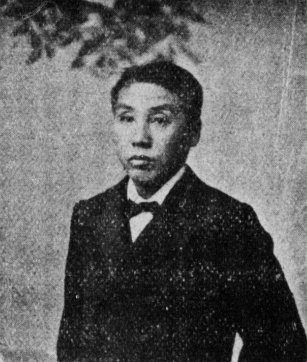
鈴木長吉（鈴木嘉幸）

鈴木 長吉（すずき ちょうきち、 嘉永元年8月15日（1848年9月12日） - 大正8年（1919年）1月29日）は、日本の金工家。号は嘉幸（かこう　よしゆき）。

## 生涯
武蔵国入間郡石井村（現在の埼玉県坂戸市）で生まれた。比企郡松山の岡野東流斎に蝋型鋳金を5年間学び、18歳で独立、江戸で開業した。明治7年（1874年）に殖産興業の一環として日本の工芸品を西洋へ輸出する目的に設立された「起立工商会社」の鋳造部監督、2年後には工長となり、退社する同15年（1882年）までの間、次々と大作を手掛けて内外の博覧会へ出品、高い評価を得た。工業が未熟な明治初期の日本にとっては精巧な工芸品は貴重な外貨獲得手段であり、工芸品の輸出目的で設立された数々の企業は、廃刀令や廃仏毀釈の影響で仕事を失いつつあった当時の金工家にとっては貴重な生計手段であった。
西洋事情を良く知る林忠正の監修の下で西洋人好みに制作した「十二の鷹」（東京国立近代美術館蔵、2019年度に重要文化財に指定予定）は、明治26年（1893年）に開催されたシカゴ万国博覧会に出品された全作品の中で最も高い評価を得た作品の一つとなった。また同博覧会に出品された「鷲置物」（東京国立博物館蔵）は2001年に重要文化財に指定されている。明治29年（1896年）6月30日にはその高い技量が認められ、鋳金家として帝室技芸員となった。
- 『十二の鷹』東京国立近代美術館工芸館蔵
- 同左
- 同左
- 同左

しかし明治後期の20世紀を迎える頃には、日本の機械工業が育ってきたために手間隙のかかる工芸品の制作は下火となった。日本の工芸品は粗製乱造や過度な西洋趣味への阿りにより評価を落としつつあり、また、極めて精緻で写実的な装飾を大量に施した鈴木の作風はアール・ヌーヴォーが隆盛しつつあった時代の潮流と合わなくなったことも重なり、鈴木は表舞台から姿を消すことになる。
晩年は養子をむかえて、金剛砥石業に転職。大正8年（1919年）1月29日午前0時10分、東京府下滝野川田端359の自宅において腎臓病にて逝去。享年72。葬儀は下谷区谷中三崎町（現：台東区谷中1丁目）の延寿寺日荷堂にて行われた。明治工芸界の重要な人物であり帝室技芸員にまでなった人物でありながら、長吉の晩年については詳しいことが分かっていない。

## 代表作

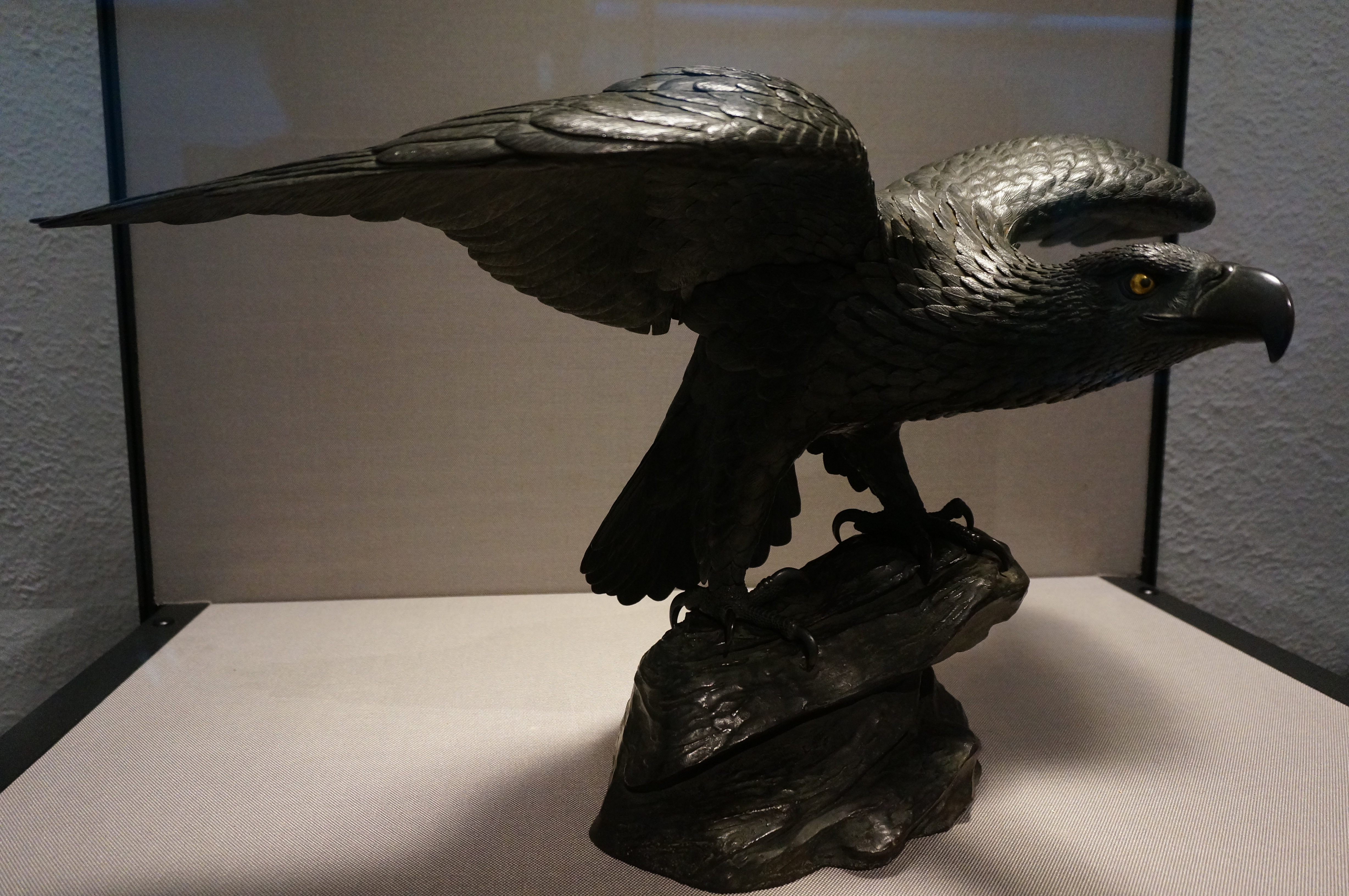
銅鷲置物 東京国立博物館蔵 重要文化財

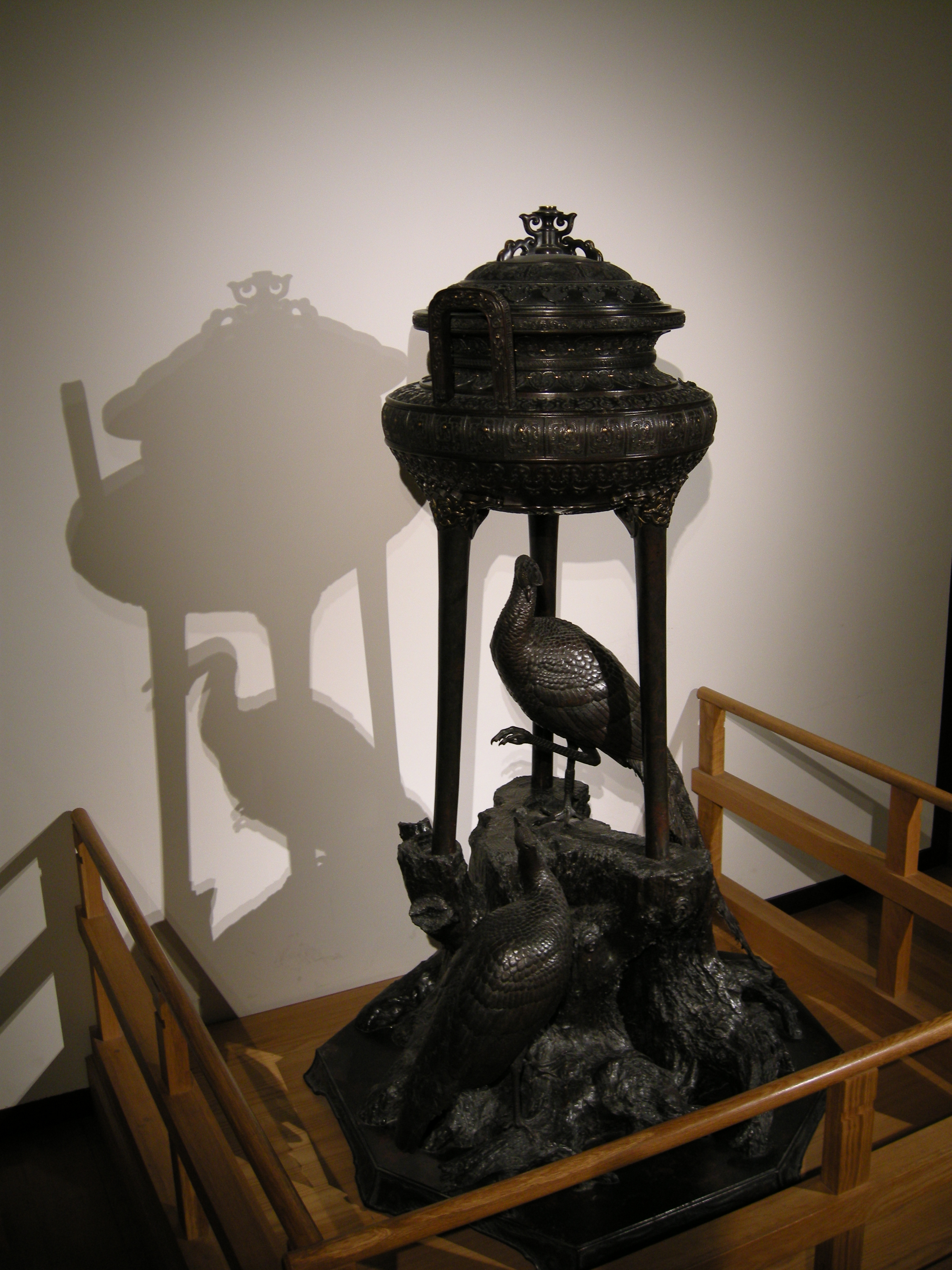
『孔雀大香炉 (Incense Burner)』 ヴィクトリア&アルバート博物館蔵

- 「銅製鋳物香炉」 スコットランド国立博物館蔵 明治9年（1877年）フィラデルフィア万国博覧会出品 高さ2m近い大作
- 「孔雀大香炉」  ヴィクトリア&アルバート博物館蔵 ブロンズ 高さ228.6cm。明治9-10年（1876-77年） 翌年の(1878年)パリ万国博覧会金賞。
  - 所蔵館に伝わる林忠正のメモによると、構想はフィラデルフィア万国博覧会の直後に始まり、渡辺省亭、山本光一の図案を元に若井兼三郎が構図を作り、長吉が鋳造を担当したという。なお制作当初は、香炉の上に鳩が5羽遊んでいた。大久保利通はこの作品を褒め、宮内庁のためにもう一体制作する予定で打ち合わせするはずだったが、6日後に大久保利通暗殺事件が起こったため実現せず、後に長吉は大変落胆したと語っている。のちにアール・ヌーヴォーの名付け親になるサミュエル・ビングが「アーティストの手になる最も優れたブロンズ作品」と称え、サウス・ケンジントン美術館（ヴィクトリア&アルバート博物館の前身）が莫大な予算を投じてビングから購入した。更に、長吉が帝室技芸員に任命される際の理由書にも、「最も傑作にして其技量を徴するに足る」と言及されている。
- 「青銅製大香炉」 ハリリ・コレクション 1870年代
- 「燈籠」 靖国神社蔵 明治13年（1880年） 警視庁より奉納
- 「青銅鷲置物」 ジョージ・ウォルター・ヴィンセント・スミス美術館蔵 ブロンズ・台座は木 幅140cm、奥行125cm。
  - 山本光一図案。明治18年（1885年）ニュルンベルク府バイエルン工業博物館で開催された金工万国博覧会で金賞牌を受賞し、更に博物館長がその出来栄えに驚き、会場で最も目立つ円形広間に移動させたと、博覧会報告書に記されている。
- 「銅鷲置物」 東京国立博物館蔵　明治26年（1893年） シカゴ・コロンブス万国博覧会出品。重要文化財。
- 「十二の鷹」 東京国立近代美術館蔵　明治26年（1893年） シカゴ・コロンブス万国博覧会出品。重要文化財。
  - 室町時代末期頃からしばしば描かれた、鷹を鑑賞する際の儀式を描いた「架鷹図」を彫金に置き換えた作品[7]。林忠正の指導により、4年の歳月をかけて完成。シカゴ博覧会での展示写真を見ると、当初は止まり木部分に飾り布や飾り紐があったが、美術館収蔵時点では全て失われていた。そこで2014年、作品の修復・クリーニングする際に飾り布と飾り紐を復元している[8]。
- 「百寿花瓶」 三の丸尚蔵館蔵 明治27年（1894年） 銀、鋳造 一対 口径18.4x高さ53.5cm
  - 明治天皇皇后の大婚二十五年（銀婚式）に対して、司法次官・清浦奎吾を総代とした司法部内の勅任官・奏任官・判任官一同より献上[9]。
- 「岩上双虎ノ図置物 東京国立博物館蔵 ブロンズ  奥行70.5、間口87.0、高さ105.7cm 明治30-32年（1897-99年） 翌年 パリ万国博覧会出品
- 「水晶置物」 ボストン美術館蔵 銀・水晶 明治33-36年（1900-03年）台座底辺部に「大日本東京　帝室技芸員鈴木嘉幸（花押）」 
  - 水晶玉の原石は明治9年（1876年）に御嶽山で産出され、第2回内国勧業博覧会に出品されたもの。まず、明治26年（1893年）美術館が水晶玉の寄贈を受け、その後水晶に合わせたカスタムメイドの台座を山中商会に制作を依頼、明治36年1月に1500ドルが支払われている[10]。

## 参考
- 『2005年日本国際博覧会開催記念 世紀の祭典 万国博覧会の美術』、東京国立博物館特別展図録
- 横溝廣子 「鈴木長吉 十二の鷹」『国華』第1328号、国華社、2006年6月
- 『極上美の饗宴 シリーズ世界が驚嘆した日本 第1回 謎の巨大香炉 鋳金家・鈴木長吉』、NHK BSプレミアム、2011年11月7日放送[出典無効]。
- 五味聖 「特集 一九〇〇年パリ万国博覧会出品作(五) 池田泰真「四季草花蒔絵書棚」と鈴木長吉「岩上ノ虎置物」」『三の丸尚蔵館年報・紀要』第18号平成23年度、2013年3月、pp.55-64
- 山下裕二ほか編 『日本美術全集16 激動期の美術』 小学館、2013年10月、ISBN 978-4-0960-1116-4
- 北村仁美 「鈴木長吉作《十二の鷹》の自然科学的調査と修復の報告」 (PDF) 『東京国立近代美術館 研究紀要 第22号』 2018年3月31日、pp.72-84